# Es ist für uns eine Zeit angekommen
Es ist für uns eine Zeit angekommen war ursprünglich ein Sternsingerlied aus der Schweiz und hat im Laufe der Zeit im deutschsprachigen Raum verschiedene Textüberlieferungen gefunden. Als Weihnachtslied wurde es 1993/94 in einige Regionalausgaben des Evangelischen Gesangbuchs aufgenommen und zählte dort somit zum geistlichen Liedergut. Eine von den Nationalsozialisten für das Singbuch „Deutsche Kriegsweihnacht“ 1939 entstandene Umdichtung des Textes hat das Lied zu einem „von allem christlichen Bezug […] entkleidet[en]“ Winterlied gemacht. Diese Variante des Lieds ist weiterhin die meistverbreitete.

## Brauchtum und Melodie
Die populäre Melodie des Liedes stammt aus dem Brauchtum der Sternsinger im schweizerischen Wiggertal im Kanton Luzern. Dort kam das Lied im 19. Jahrhundert auf. Der Volksliedsammler Alfred Leonz Gaßmann (1876–1962) berichtete 1906 von dem Brauch des Dreikönigssingens, wobei die Sänger am Abend von Haus zu Haus zogen und die Geburt Jesu Christi mit diesem Lied verkündeten. Ein Sänger („Sterndreher“) trug einen Stern voran, der mit verschiedenfarbigem Papier überzogen war und mit einer aus dem Innern leuchtenden Kerze ein eindrückliches Bild abgab. Abgeleitet von dem Sternträger wurde das Lied in der Schweiz auch „Sterndreherlied“ genannt. Der Sternsingerbrauch im Wiggertal wurde bis zum Ende des 19. Jahrhunderts praktiziert, erlosch dann jedoch.

## Text

### Weihnachtslied

#### 19. Jahrhundert/Kanton Luzern
Vom Wiggertaler Sternsingerlied sind in der zweiten und dritten Strophe zwei Varianten überliefert, aus Uffikon und aus Buchs:
| Strophe 1: Es ist für uns eine Zeit angekommen, es ist für uns eine große Gnad’, Denn es ist ein Kind geboren und das der höchste König war, Unser Heiland Jesus Christ, der für uns, der für uns, der für uns Mensch geworden ist. | |
| Strophe 2 (Uffikon): Herodes war so sehr verdrossen, wiel er dieses nicht leiden mag. Denn es lag in der harten Krippe und die gar noch ein Felsen war: Zwischen Ochs und Eselein liegst du armes, liegst du armes Jesulein. Strophe 3 (Uffikon): In der Krippe muß er liegen und wenn’s der härteste Felsen wär: Zwischen Ochs und Eselein liegst du armes, liegst du armes Jesulein. | Strophe 2 (Buchs): Die Weisen, sie kamen schon zu reisen, sie kamen aus dem Morgenland. Ein Stern, der tät’ sie schön begleiten und führte sie nach Bethlehem. Sie knieten vor dem Kindelein, großes Opfer, großes Opfer brachten sie dar. Strophe 3 (Buchs): Die Könige kamen ihn zu besuchen, der Stern führt’ sie nach Bethlehem, sie legten ihm Kron’ und Szepter ab, großes Opfer, großes Opfer brachten sie dar. |

#### 1902/Kanton Aargau
Das Lied wurde in hochdeutscher Sprache, aber auch in mundartlicher Fassung gesungen. Eine solche Textform stammt aus dem schweizerischen Kanton Aargau, wo es Otto von Greyerz gefunden hat. Die Strophen aus dem Wiggertal bekommen jede sechs weitere Verse in mundartlicher Färbung. Hier war die Melodie nun auch eine andere.
| Strophe 1: Es ist für uns eine Zeit angekommen sie bringt uns eine große Gnad: Unser Heiland Jesus Christ, der für uns, der für uns, der für uns Mensch geworden ist. Die Hirten of em Feld die laufen eso schnell. Sie laufen und springen und mänge hört singen: Die Ehr Gott in der Höh und Friede sei auf Erd! Strophe 2: Jesulein lag in der Krippe auf einem harten Felsenstein. Zwischen Ochs und Esulein. O du armes, o du armes, o du armes Jesulein. Ach Gott, erbarm! Wie ist die Mueter eso arm! Sie hat ja kein Pfännelein, zu kochen dem Kindelein, kein Brot und kein Salz kein Butter und kein Schmalz. | Strophe 3: Es kamen drei Könige her zu reisen. Sie kamen her aus dem Morgenland. Einen Stern tät sie begleiten und führte sie bis, führte sie bis, führte sie bis Bethlehem. Im Morgenland, dort ist es eso kalt. ’s mueß mänge verfriere und ds Läbe verliere. Doch d’ Mueter, au no so arm, sie haltet d’s Chindli warm. Strophe 4: Über einem Stalle, da hielt der Stern stille. Sie traten ein in den dunkeln Raum; kneuleten vor dem Kindelein her; großes Opfer, großes Opfer, großes Opfer brachten sie dar. „Wir kommen hier an, das wünschen wir euch an: ein guetes glücksäligs, gesund und auch fröhlichs, ein guetes neues Jahr, das wünschen wir euch an.“ |

#### 1957 / Maria Wolters
In der zweiten Hälfte des 20. Jahrhunderts trat das schweizerische Sternsingerlied auch in Deutschland in Erscheinung. Als Gottfried Wolters 1957 das Lied in seine weihnachtliche Volksliedersammlung aufnehmen wollte, war der Ursprungstext bereits durch die Form von Paul Hermann seines Inhalts beraubt worden. Seine Frau Maria Wolters (1910–2006) ergänzte die erste überlieferte Strophe aus dem Wiggertal mit acht neuen Strophen. In dieser Form hat das Lied dann 1993/94 auch Eingang in Regionalausgaben des Evangelischen Gesangbuchs gefunden:
Im Evangelischen Gesangbuch wird nach der neunten Strophe noch einmal die erste Strophe gesungen.

#### 1966 / Katholische Jugend
Aus dem Jahre 1966 findet sich in einem katholischen Liederbuch eine wieder dreistrophige Textform, die die Geburtsgeschichte Jesu nicht derart entfaltet wie die Textform von Maria Wolters, sich dagegen eng an das Ursprungslied anpasst.
Dort findet sich diese Herkunftsangabe: „Sterndreherlied aus dem Luzerner Wiggertal. Nach der Zeitschrift Das deutsche Volkslied, 12. Jahrgang, Wien 1910.“ Dazu diese Anmerkung: „Im Original wird der 2. Teil der Strophen wiederholt“ sowie ausführlich zum Brauchkontext: „Kinder, in manchen Gegenden auch Erwachsene, ziehen in der Zeit von Weihnachten bis Dreikönige in der Verkleidung der heiligen drei Könige, oft mit Gefolge von Haus zu Haus und singen, wofür sie nachher belohnt werden. Sie tragen einen großen Stern, der beim Singen gedreht wird. Danach wird die ganze Gruppe 'die Sterndreher' genannt.“
1.	|: Es ist für uns eine Zeit angekommen,	

	die bringt für uns eine große Gnad: :|	

	unsern Heiland Jesus Christ,	

	der für uns, der für uns, 

	der für uns Mensch geworden ist.	

2.	|: In einer Krippe der Heiland muss liegen	

	auf Heu und Stroh in der kalten Nacht. :|	

	Zwischen Ochs und Eselein	

	liegest du, liegest du, 

	liegst du, armes Jesulein.	

3.	|: Es kommen Könige, ihn anzubeten,	

	ein Stern führt sie nach Bethlehem. :|	

	Kron und Zepter legen sie ab,	

	bringen ihm, bringen ihm,

	bringen ihm ihre Opfergab.

### Winterlied
1939 dichtete der Musiklehrer Paul Hermann (1904–1979) eine Fassung, die eine idyllische Winterlandschaft beschreibt, aber keinen religiösen Bezug zeigt. Hier geht es nicht um die „Gnade“ der Geburt Jesu Christi, sondern um die „Freude“ über winterliche Natur. Die Intention dieser Textform entsprach der nationalsozialistischen Ideologie, die alles Christliche, auch in den Weihnachtsliedern, zu tilgen suchte. Der Text ist damit ein „Beispiel für die Kontrafakturmethoden der Nazi-Liedermacher“. Ein Vers wie „Am hohen Himmel ein leuchtendes Schweigen erfüllt die Herzen mit Seeligkeit“ erinnert an die Metaphorik von Hohe Nacht der klaren Sterne. Trotz dieses Entstehungshintergrundes ist der Text Paul Hermanns weit bekannter als das ursprüngliche schweizerische Sternsingerlied – wenngleich in einigen Liederbüchern beide Textfassungen abgedruckt sind –, weil die Textunterlegung zur Melodie genau passt und ein christlicher Inhalt zwar unausgesprochen bleibt, aber denkbar ist (die „Freude“ der ersten Strophe kann sich auch auf das große christliche Ereignis beziehen). Als im November 2018 die Verwendung der NS-Variante im Schul-Liederbuch Sing & Swing (Helbling Verlag) bekannt wurde, das in Österreich und in Deutschland an vielen Schulen eingesetzt wird, sorgte dieser vom Verlags-Geschäftsführer als „völlig unverfänglich“ beschriebene Text für Verwunderung und Kritik an der fehlenden Kontrolle des Schulbuchs. Rolf Zuckowski sang die Version von Paul Hermann mit seinem Kinderchor.
1. |: Es ist für uns eine Zeit angekommen,

die bringt uns eine große Freud. :|

Übers schneebedeckte Feld,

wandern wir, wandern wir,

durch die weite, weiße Welt.

2. |: Es schlafen Bächlein und Seen unterm Eise,

es träumt der Wald einen tiefen Traum. :|

Durch den Schnee, der leise fällt,

wandern wir, wandern wir,

durch die weite, weiße Welt.

3. |: Am hohen Himmel ein leuchtendes Schweigen, 

erfüllt die Herzen mit Seligkeit. :|

Unterm sternbeglänzten Zelt,

wandern wir, wandern wir,

durch die weite, weiße Welt.